# Євробарометр
Євробарометр (англ. Eurobarometer) — міжнародний проєкт регулярних опитувань громадської думки, що здійснюється під егідою Європейської Комісії.
Дослідження проводяться в рамках Євробарометру з 1973 року в Європейському Союзі, з 1991 року у Центральній Європі, колишній Югославії та Туреччині. Планові опитування проводяться двічі на рік на репрезентативних вибірках з 1000 осіб у кожній країні, за винятком Німеччини (1500), Люксембургу (600) і Великої Британії (1300, включаючи 300 в Північній Ірландії). Крім того, в залежності від потреб Європейської Комісії та інших інституцій ЄС, проводяться додаткові опитування серед цільової аудиторії (наприклад, лікарів, вчителів, власників малих і середніх підприємств), і якісні дослідження. Результати опитування Євробарометру — основні і додаткові доступні для безкоштовного завантаження з офіційного вебсайту. 